# Georges Feydeau

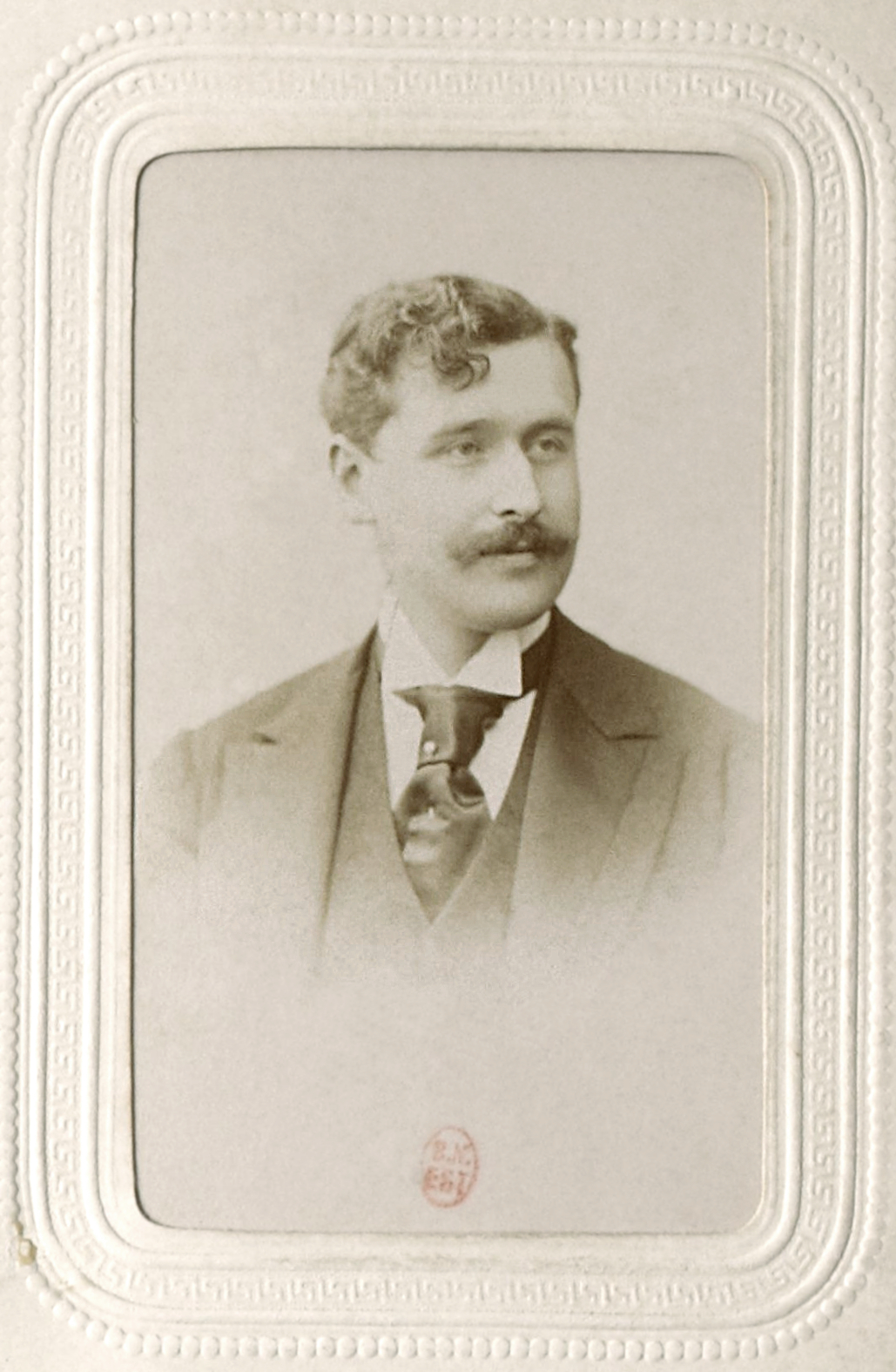
Georges Feydeau

Georges Feydeau (Parijs, 8 december 1862 — Rueil-Malmaison, 5 juni 1921) was een Franse theaterauteur, zoon van schrijver Ernest Feydeau.
Op jonge leeftijd verwaarloosde hij zijn studies om zich volledig te wijden aan het theater. Zij eerste stuk, "Par la fenêtre", ging in 1882 in première. Met "Tailleur pour dames", dat in 1886 in première ging in het Théâtre de la Renaissance, had hij zijn eerste succes. Hij trouwde datzelfde jaar met Marianne Carolus-Duran, dochter van de schilder Carolus-Duran. Ook schreef hij Le mariage de Barillon (1890).
Feydeau overleed op 58-jarige leeftijd, na een verblijf van twee jaar in een rusthuis in Rueil-Malmaison wegens psychische problemen.
- Bibsys: 90055800
- Biblioteca Nacional de España: XX927577
- Bibliothèque nationale de France: cb11902711x (data)
- Catàleg d'autoritats de noms i títols de Catalunya: 981058522271306706
- CiNii: DA02980690
- Gemeinsame Normdatei: 118988093
- International Standard Name Identifier: 0000 0001 2118 4695
- Library of Congress Control Number: n50002730
- Nationale Bibliotheek van Letland: 000221186
- Base Léonore: 19800035/541/61960
- Bibliotheek van het Japanse parlement: 00439460
- Nationale Bibliotheek van Tsjechië: js20011212016
- Nationale bibliotheek van Australië: 36322546
- Nationale Bibliotheek van Israël: 987007307064605171
- Nationale Bibliotheek van Polen: a0000002633001
- Nationale en Universitaire bibliotheek Zagreb: 000407319
- Nederlandse Thesaurus van Auteursnamen: 068793693
- Réseau des bibliothèques de Suisse occidentale: 02-A003241247
- RKD-Nederlands Instituut voor Kunstgeschiedenis: 449367
- Istituto Centrale per il Catalogo Unico: RAVV079570
- LIBRIS: 186832
- SNAC: w60869sw
- Système universitaire de documentation: 026864169
- Trove: 1246282
- Virtual International Authority File: 4929810
- WorldCat: E39PBJd3JHFKK4GCYGxmWrbjmd